# チャンギ
チャンギ（장기、將棋）は、朝鮮半島の将棋類であり、2人で行うボードゲーム（盤上遊戯）の一種である。朝鮮将棋（ちょうせんしょうぎ）・韓国将棋とも呼ばれる。中華人民共和国吉林省では非物質文化遺産に指定されている。他の将棋類と同様、紀元前の古代インドで考案されたチャトランガが起源であるとも言われており、シャンチーによく似ているが、成りによる駒の昇格がない、パスが出来るなどの特徴を持つ。

## 歴史
漢四郡時代に数多くの漢族が朝鮮半島に移住してきて、楚漢戦争を題材に取った将棋を広めたという説が広まっている。朝鮮民族がこれを自分達に合った将棋に改良して、現在のチャンギに発展させたという。
一方、チャンギが北夫余より前に朝鮮半島で作られており、新羅と唐の連合軍によって高句麗が滅亡した後、中国に伝わったと主張するものもあるが、定説とは認められていない。
また、紀元前2世紀頃、インドからはじめ、東洋に伝播され、チャンギになって西洋に伝播され、チェスになったという説もある。中国の南朝宋の時代に高句麗に伝わった後、変化していき現在の形に至ったという説もある。
しかし、チャンギの祖先であるインドのチャトランガが発生したとされるのが6世紀であり、中国に伝来した時期を8世紀頃とするのが定説であるため、将棋の朝鮮半島伝来を漢四郡頃とする主張は納得し難い。

## 文献記録
金富軾による『三国史記』（1145年完成）に最初にチャンギに関する記載が現われる。『三国史記』によれば、百済の蓋鹵王と僧の道琳が囲碁を打ったことが書かれている中で、蓋鹵王が「博奕」、すなわち囲碁と将棋を楽しんだという言葉が出てくる。しかし、この「博奕」は、今日の将棋を言うのではなく、単に様々なボードゲームを指す用語である可能性が高い。
また徐居正による『筆苑雑記』には、朝鮮王世宗の重臣金石亭と金禮蒙が象戯対局をしたと記載されている。『世祖実録』にもまた、象戯という名称で、将棋にまつわる話が紹介される。中宗王の時代の文臣沈守慶による『遣閑雑録』に初めて「將棋」という言葉が出てくる。
この他にも宣祖王の時代の張維による『谿谷集』第3巻雑著76数「象戱志」では、将棋の定義と将棋盤の路、駒の役割、駒の場所、駒の動き、勝敗と理論について詳述されている。
記録に残っているチャンギの名手としては、『識小録』に伝わる金剛山白田庵の智巖大師や、『於于野譚』に紹介された西川令が特に有名である。

## ルール

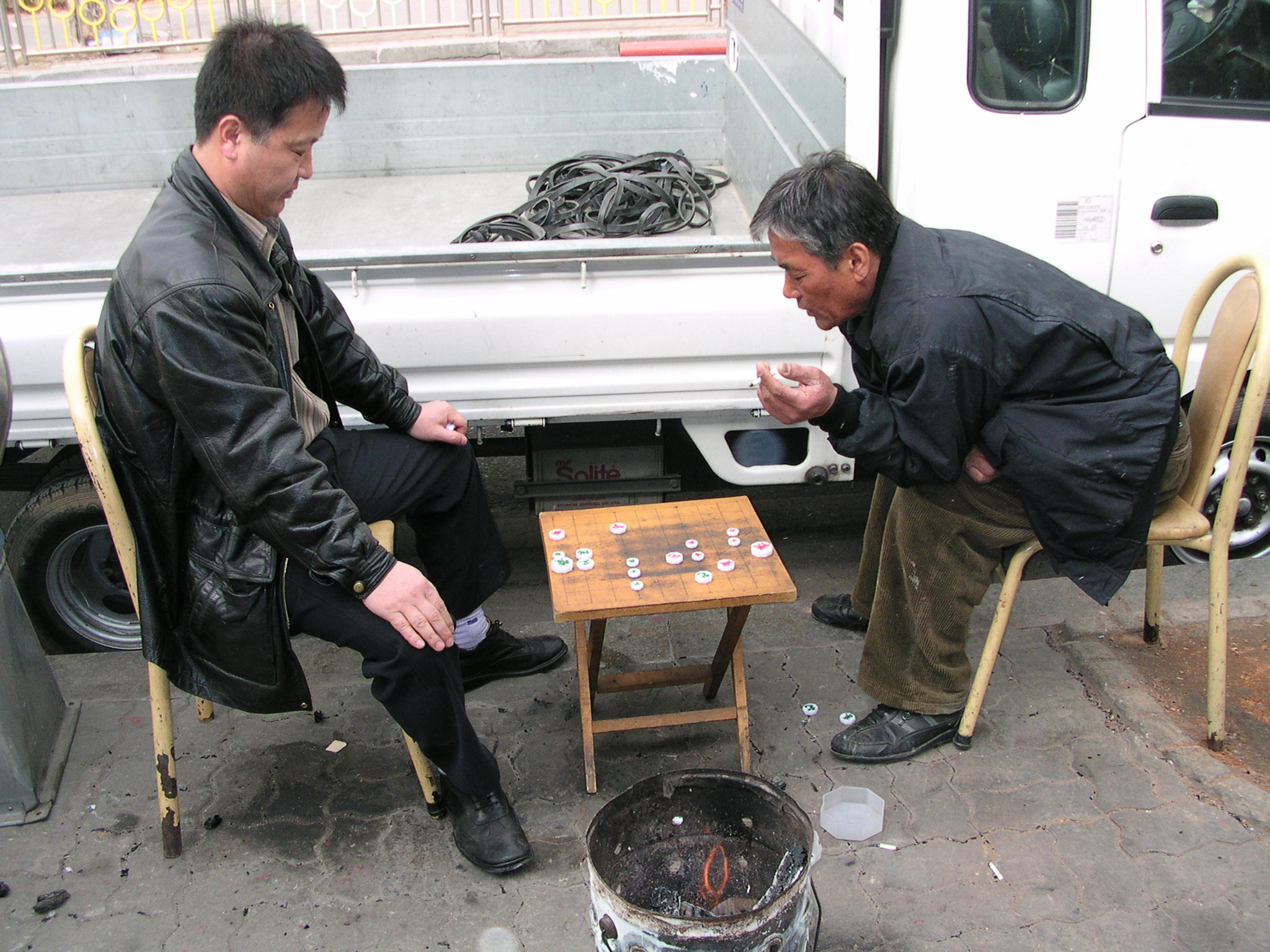
路上でチャンギを楽しむ人びと（2006年）

### 基本ルール
- 縦9本、横10本の線の引かれた専用の盤を用いる。駒はマスの中ではなく、囲碁のように線の交点に置かれる。
- 競技者双方が交互に、盤上にある自分の駒を1回ずつ動かす。
- 駒は双方が7種16枚持ち、それぞれ動きが決まっている。なお同じ機能の駒でも先手と後手で名前が異なるものがある。
- 自分の駒を動かすとき、動く先に相手の駒があるとき、その駒を取ることが出来る。取られた駒は盤面から除去する（本将棋と異なり、取った駒は再利用出来ない）。
- 相手の漢または楚を詰めることで勝ちになる。
- 1手で相手の王（漢・楚）が取れるようになれば（王手）、必ずチャングン（장군、將軍）またはチャン（장、將）と言ってこの事を相手に告知する。相手は、これを解消しながらモングン（멍군）またはをモン（멍）と言う[注釈 1]。
- 駒を動かさずに手番をパスすることも出来る。双方続けてパスをした時は引き分けとなる。パスが可能なためステイルメイトは起こらない。自分の王（漢・楚）を裏返すことでパスの意思を表する。
- 漢と楚が同じ縦線上に並び、間に駒がない状態にする手のことをピッチャングン［普段はピッチャン（빅장）という］と言い、相手がこれを解消しなければ引き分けとなる。
- 同一局面が3回現れると千日手となり、どんな場合も引き分けとなる。
- 駒の消耗によって双方が相手を詰められなくなった場合は引き分けとなる。

### 駒
上下が平らな正八角形に切った木片の、片面に文字を書いたものを用いる。先手と後手の駒は文字の色で区別し、先手の駒は緑（または青）の草書、後手は赤の楷書文字で書かれている（一般的な朝鮮語の表記がハングル専用となった現在でも、チャンギの駒の文字は基本的には漢字だが、ハングルで書かれたチャンギの駒もある）。漢・楚が最も大きく、士・兵・卒が最も小さい。他はその中間の大きさになっている。北朝鮮では「漢・楚」（한／han・초／cho）でなく、陣営を区別せず「将または將」（장／chang）。

#### 初期配置図
これは初期配置の一例である。象と馬の配置は入れ替えることができ、ゲーム開始時に決められる。先に後手が配置を決め、それを受けて先手が配置を決める。片側に象2枚、馬2枚にはできない。したがって、初期配置はプレイヤー毎に4通りあり、左から象馬象馬と並ぶ形を左象（왼상）配置、馬象馬象と並ぶ形を右象（오른상）配置、馬象象馬を内象（안상）配置、象馬馬象を外象（바깥상）配置という。上の図は先手が外象配置、後手が内象配置の場合である。
|  |  |  |  |  |  |  |  |  |

|  |  |  |  |  |  |  |  |  |

|  |  |  |  |  |  |  |  |  |

|  |  |  |  |  |  |  |  |  |

なお、北朝鮮ではこれに加えて車の配置も入れ替えて「象馬車-車馬象」のようにすることもでき、これを機動車（기동차）といい、機動車も含めて5通りとなる。
シャンチーと違い河はない。斜め線の入っている九路を宮（궁、クン）といい、楚、漢、士は宮から出られない。

#### 楚・漢
先手が楚（초、チョ）、後手が漢（한、ハン）。または、陣営を区別せず將（장、チャン）、王（왕、ワン）、宮（궁、クン）とも呼ぶ。

宮の中を線に沿って一路進める。ただし宮から出ることはできない。詰められると負けである。

#### 士
先手、後手ともに士（사、サ）。楚・漢と同じ動きを持つ。士も宮から出ることは出来ない。そのため完全に守り専門の駒である。

#### 馬
先手、後手ともに馬（마、マ）。八方桂やナイトと同じ動きだが、駒を飛び越えることはできない。すなわち図の赤色の○の位置に他の駒があれば、その方向（その先の青色の○）には進めない。このように、駒の移動を妨げる図の赤色の○の位置の駒をミョク（멱）と言う。シャンチーの馬と同じ動き。
|  |  |  |  |  |  |  |  |  |
|  |  |  |  |  |  |  |  |  |
|  |  |  |  |  |  |  |  |  |
|  |  |  |  |  |  |  |  |  |
|  |  |  |  |  |  |  |  |  |
|  |  |  |  |  |  |  |  |  |
|  |  |  |  |  |  |  |  |  |
|  |  |  |  |  |  |  |  |  |
|  |  |  |  |  |  |  |  |  |
|  |  |  |  |  |  |  |  |  |

#### 象
先手、後手ともに象（상、サン）。縦横に一路進んでから斜めに二路進む動きをする。駒を飛び越えることはできない。すなわち図の赤色の○の位置に他の駒があれば、その方向（その先の青色の○）には進めない。
|  |  |  |  |  |  |  |  |  |
|  |  |  |  |  |  |  |  |  |
|  |  |  |  |  |  |  |  |  |
|  |  |  |  |  |  |  |  |  |
|  |  |  |  |  |  |  |  |  |
|  |  |  |  |  |  |  |  |  |
|  |  |  |  |  |  |  |  |  |
|  |  |  |  |  |  |  |  |  |
|  |  |  |  |  |  |  |  |  |
|  |  |  |  |  |  |  |  |  |

#### 車
先手、後手ともに車（차、チャ）。縦横に何路でも進める。また宮の中では線に沿って斜めに進むことも出来る。

#### 包
先手、後手ともに包（포、ポ）。縦横に何路でも進め、宮の中では線に沿って斜めに進むことも出来るが、動かす時は必ず他の駒を1つ飛び越えなければならない（シャンチーの包と違い、駒を取る時以外でも飛び越える必要がある）。相手の駒も飛び越えられるが、包は包を飛び越せず、包を包で取ることも出来ない。

#### 卒・兵
先手が卒（졸、チョル）、後手が兵（병、ピョン）。陣営を区別せずには卒（졸、チョル）と呼ぶ。前と横に一路だけ進める。また宮の中では線に沿って斜め前に一路進むこともできる。

## 座標表記法

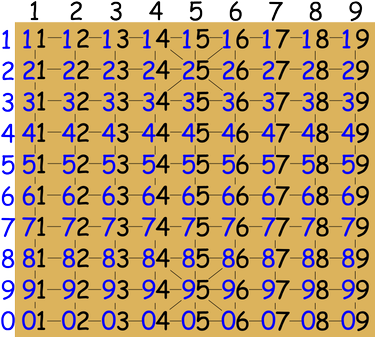
チャンギの座標

かつて座標の表記には横線を漢数字（一、二、……九、十）で、縦線をアラビア数字で表記していた。しかしこのような方式の座標表記は使うのに非常に不便なため、改訂された。
現在の大韓チャンギ協会の改訂（第3次）版で使われているチャンギの座標表記法は、すべてをアラビア数字で表記する。横線は上から下へ1……9、0で表され、縦線は左から右へ1……9で表される。
横線と縦線の交点は、横線を先に、縦線を後に読む。たとえば楚と漢の宮が最初に置かれる座標位置はそれぞれ95と25である。
棋譜を作成するときは、駒が動く前の座標、駒の名前、動いた後の座標を順に記す。たとえば、03にある馬が84に動くときには、「03 馬 84」と表記する。

## 対局方式
大きく勝負制と点数制がある。

### 勝負制
残り駒が少なくなり、お互いに相手の将を詰ますことができないと合意した場合、連続パス、ピッチャングンの成立、千日手の成立で引分となる。大会の場合、引分はなく点数制による判定へ移る。

### 点数制
勝ち負けをつける必要があるトーナメントなどの公式対局では、チャンギ協会で定められた点数制方式を使用している。総対局時間が終了したときに勝負がつかなかった場合、それぞれ漢・楚を除く残りの棋物（駒）の合算点数を計算して点数が多い対局者を勝利とする。各駒の点数は以下の通りである。
| 駒   |    |   |   |   |   |   | 後手      |
| 点数 | 13 | 7 | 5 | 3 | 3 | 2 | 後手1.5点 |

後手の場合1.5点が加算されるので、初期点数の合計は73.5点、先手は72点になる。
点数制方式では、駒を1個でも片方が取った場合、対局序盤からピッチャングンを狙うことがある。ピッチャングンが成立すると、すぐに駒の点数勝負となる。
千日手はそれぞれの残り駒点数が、どちらも30点未満の場合のみ指すことが可能であり、その場合点数による判定へ移る。
互いに小三能（ソサムヌン）など相手を詰ますことができないまで駒が減ったり、総対局時間が終了した場合でも、残りの駒の合計点数で勝敗を決める。

## 布陣の種類
布陣を分ける法は大きく2つで、2分法と5分法がある。しかし、この2つの方法では、天宮布陣のような特殊な布陣をすべて説明することはできないという限界がある。

### 2分法
2分法は、宮城の面（宮城中央の真上の位置）にどの駒が配置するかによって、2つの形態を区別される。
面象布陣
面に象を配置する。
面包布陣
面に包を配置する。鴛鴦馬（ウォンナンマ、원앙마）、キ馬（キマ、귀마）、両キ馬（ヤンギマ、양귀마）、両キ象（ヤンギサン、양귀상）の4種類がある。「キ」は朝鮮語で耳の意で角立ったもののふち、この場合は宮の右上と左上を指す。

### 5分法
5分法は、李正碩や林済民をはじめとするチャンギ棋士を中心に研究されて確立された5つの布陣である。この布陣は、様々な書籍や口伝を介して、1950年代後半に初めて確立された。
|  |  |  |  |  |  |  |  |  |
|  |  |  |  |  |  |  |  |  |
|  |  |  |  |  |  |  |  |  |
|  |  |  |  |  |  |  |  |  |
|  |  |  |  |  |  |  |  |  |

|  |  |  |  |  |  |  |  |  |
|  |  |  |  |  |  |  |  |  |
|  |  |  |  |  |  |  |  |  |
|  |  |  |  |  |  |  |  |  |
|  |  |  |  |  |  |  |  |  |

|  |  |  |  |  |  |  |  |  |
|  |  |  |  |  |  |  |  |  |
|  |  |  |  |  |  |  |  |  |
|  |  |  |  |  |  |  |  |  |
|  |  |  |  |  |  |  |  |  |

|  |  |  |  |  |  |  |  |  |
|  |  |  |  |  |  |  |  |  |
|  |  |  |  |  |  |  |  |  |
|  |  |  |  |  |  |  |  |  |
|  |  |  |  |  |  |  |  |  |

|  |  |  |  |  |  |  |  |  |
|  |  |  |  |  |  |  |  |  |
|  |  |  |  |  |  |  |  |  |
|  |  |  |  |  |  |  |  |  |
|  |  |  |  |  |  |  |  |  |

## シャンチーとの相違点
- 駒の名称が異なるものがある。
- 河が無い。
- 駒の形状は八角形。（シャンチーでは円形。）
- 駒の大きさには3種類ある。（シャンチーではすべて同じ大きさ。）
- ゲーム開始前に象と馬の配置を入れ替えることが出来る。北朝鮮のルールでは象、馬、車の配置を入れ替えることも出来る。
- 漢・楚の初期配置が2段目。（シャンチーの帥・将は1段目。）
- 漢・楚は線に沿って斜め方向にも進める。（シャンチーの帥・将は前後左右のみ。）
- 漢・楚が同じ縦線上に並び、間に駒がない状態にすることができる（ピッチャングン、相手がこれを解消しなければ引き分け）。（シャンチーの帥・将ではこの状態にすることができない（王不見王）。）
- 士は前後左右にも進める。（シャンチーの士・仕は線に沿った斜め方向のみ。）
- 象の動きが違う。（シャンチーの象は斜め方向に二歩進める。ただし、駒を飛び越えられない性質は共通。）
- 兵・卒は最初から横にも動ける。（シャンチーでは河を越えてから。）言い換えれば、兵・卒の昇格（成り）はない[注釈 2]。
- 包を動かすときは必ず他の駒を1枚飛び越えなければならない。（シャンチーでは駒を取るときのみ。）
- 包は包を飛び越えることはできない。（敵、味方問わず。）
- 包を包で取ることはできない。
- 初手で包を動かすことはできない。（もともと、初期配置と上述の包の動きの関係でできないようになっている。）
- 宮の中では兵・卒、車、包は斜め方向にも動ける。
- 駒を動かさずに手番を相手に渡すことが出来る。よって、ステイルメイトは起こらない。
- いかなる形の千日手も引き分けとなり、連続王手等の禁じ手はない。（シャンチーでは連続王手等の禁じ手がある。）

## 競技人口
競技人口は推定700万人で将棋類（チャトランガ系の盤上競技）ではチェス、シャンチー（中国）、将棋（日本）に次ぐ世界第4位といわれている。
韓国ではプロ棋士の法人として大韓チャンギ協会（1999年設立）と大韓チャンギ連盟（2017年設立）が段位（初段～九段）を認定している。
国際大会では、大韓チャンギ協会が安重根義士義挙100周年を記念して2009年10月に中国ハルビン市で第一回世界人チャンギ大会（中国名：朝鮮族伝統象棋国際大賽）を開催し、2016年にも第2回世界人チャンギ大会を中国撫順市で開催している。

## 韓国将棋協会東京支部新ローカルルール
兵・卒が敵陣の一番奥まで前進したと同時に、自分のそれまでに死んだ駒（「士」以外）のどれかと入れ換えることができる。これは将棋の「成り」、チェスの「プロモーション」に似たルールである。

## チャンギに由来する慣用句
朝鮮語の慣用句「차포를 떼다」は、直訳すると「車と包を取り除く」となり、車と包はチャンギにおいて重要な駒なので、日本語の「飛車角落ち」に近い、スポーツなどで主力となる者を欠いている様子を表す意味となる。